# Puchar Narodów Afryki 2019 (kwalifikacje)/Grupa E
W grupie E eliminacji Pucharu Narodów Afryki 2019 grają:
- Nigeria
- Południowa Afryka
- Libia
- Seszele

## Tabela
| Msc. | Zespół                | M | W | R | P | Br+ | Br- | +/- | Pkt |
| ---- | --------------------- | - | - | - | - | --- | --- | --- | --- |
| 1    | Nigeria (A)           | 6 | 4 | 1 | 1 | 14  | 6   | +8  | 13  |
| 2    | Południowa Afryka (A) | 6 | 3 | 3 | 0 | 11  | 2   | +9  | 12  |
| 3    | Libia                 | 6 | 2 | 1 | 3 | 16  | 11  | +5  | 7   |
| 4    | Seszele               | 6 | 0 | 1 | 5 | 3   | 24  | -22 | 1   |

|                   | Libia | Południowa Afryka | Nigeria | Seszele |
| ----------------- | ----- | ----------------- | ------- | ------- |
| Libia             | X     | 1:2               | 2:3     | 5:1     |
| Południowa Afryka | 0:0   | X                 | 1:1     | 6:0     |
| Nigeria           | 4:0   | 0:2               | X       | 3:1     |
| Seszele           | 1:8   | 0:0               | 0:3     | X       |

## Wyniki

### Kolejka 1
| 9 czerwca 2017 22:00 CET | Libia · Saltou 23' · Benali 27' (k) · Elhouni 45+1' · Zubya 66' · Ellafi 84' | 5:1(3:0)Raport | Seszele · Coralie 90+2' | Stadion Petrosport, Kair (Egipt) Sędzia: Baba Leno |
|                          |                                                                              |                |                         |                                                    |

| 10 czerwca 2017 18:00 CET | Nigeria | 0:2(0:0)Raport | Południowa Afryka · Rantie 54' · Tau 81' | Godswill Akpabio International Stadium, Uyo Sędzia: Youssef Essrayri |
|                           |         |                |                                          |                                                                      |

### Kolejka 2
| 8 września 2018 14:30 CET | Seszele | 0:3(0:2)Raport | Nigeria · Musa 15' · Awaziem 34' · Ighalo 57' (k.) | Stade Linité, Victoria Sędzia: Davies Ogenche Omweno |
|                           |         |                |                                                    |                                                      |

| 8 września 2018 15:00 CET | Południowa Afryka | 0:0(0:0)Raport | Libia | Moses Mabhida Stadium, Durban Sędzia: Neant Alioum |
|                           |                   |                |       |                                                    |

### Kolejka 3
| 13 października 2018 15:00 CET | Południowa Afryka · Hoareau 23' (sam.) · Hlatshwayo 25' · Mothiba 27' · Tau 74' · Ndlovu 81' · Mokoena 90+3' | 6:0(3:0)Raport | Seszele | Soccer City, Johannesburg Sędzia: Ring Nyier Akech Malong |
|                                | |                |         |                                                           |

| 13 października 2018 17:00 CET | Nigeria · Ighalo 4' (k.), 53', 69' · Kalu 90' | 4:0(1:0)Raport | Libia | Godswill Akpabio International Stadium, Uyo Sędzia: Jean-Jacques Ndala Ngambo |
|                                |                                               |                |       |                                                                               |

### Kolejka 4
| 17 października 2018 15:30 CET | Seszele | 0:0(0:0)Raport | Południowa Afryka | Stade Linité, Victoria Sędzia: Mfaume Ali Nassoro |
|                                |         |                |                   |                                                   |

| 16 października 2018 20:00 CET | Libia · Zubya 35' · Benali 74' | 2:3(1:2)Raport | Nigeria · Ighalo 14', 81' · Musa 17' | Stade Taïeb Mhiri, Safakis (Tunezja) Sędzia: Joshua Bondo |
|                                |                                |                |                                      |                                                           |

### Kolejka 5
| 17 listopada 2018 13:30 CET | Seszele · Monnaie 71' | 1:8(0:3)Raport | Libia · Sabbou 2' · Saltou 20', 31', 62' · Majdi 55' · Elmslaty 58' · Al Shadi 85' · Elhouni 90+2' | Stade Linité, Victoria Sędzia: Ali Mohamed Adelaid |
|                             |                       |                | |                                                    |

| 17 listopada 2018 14:00 CET | Południowa Afryka · Mothiba 25' | 1:1(1:1)Raport | Nigeria · Mkhwanazi 9' (sam.) | First National Bank Stadium, Johannesburg Sędzia: Bakary Gassama |
|                             |                                 |                |                               |                                                                  |

### Kolejka 6
| 22 marca 2018 16:00 CET | Nigeria · Ighalo 35' (k.) · Onyekuru 50' · Simon 90+2' | 3:1(1:1)Raport | Seszele · 41' Melanie | Stephen Keshi Stadium, Asaba Sędzia: Fabricio Duarte |
|                         |                                                        |                |                       |                                                      |

| 24 marca 2019 18:00 CET | Libia · Benali 66' (k.) | 1:2(0:0)Raport | Południowa Afryka · 50', 69' Tau | Stade Taïeb Mhiri, Safakis (Tunezja) Sędzia: Noureddine El Jaafari |
|                         |                         |                |                                  |                                                                    |

## Strzelcy
7 goli
- Odion Ighalo

4 gole
- Mohamed Anis Saltou
- Percy Tau

3 gole
- Ahmad Benali

2 gole
- Hamdou Elhouni
- Mohamed Zubya
- Ahmed Musa
- Lebo Mothiba

1 gol
- Rabia Al Shadi
- Muaid Ellafi
- Salem Elmslaty
- Khaled Magdi
- Motasem Sabbou
- Chidozie Awaziem
- Samuel Kalu
- Henry Onyekuru
- Moses Simon
- Thulani Hlatshwayo
- Teboho Mokoena
- Dino Ndlovu
- Tokelo Rantie
- Leroy Coralie
- Perry Monnaie
- Roddy Melanie

Gole samobójcze
- Buhle Mkhwanazi (dla Nigerii)
- Nigel Hoareau (dla Południowej Afryki)